# Adalung (Abt des Klosters Lorsch)
Adalung (auch Adelung) († 24. August 837) war zwischen 804 und 837 Abt des Klosters Lorsch und ab 808 auch Abt von Saint-Vaast in Arras. Mit seinem Abbatiat von dreiunddreißig Jahren war er  der am längsten regierende Abt des Klosters Lorsch.
Adalung war ein Sohn des Thurgau-Grafen Isanbart († nach 806) und seiner Gemahlin Thietrade.
Adalung stand bei Karl dem Großen in hohem Ansehen: Er unterzeichnete 811 mit anderen als Zeuge das Testament Karls. Für Karls Sohn Ludwig dem Frommen war er als Berater und Gesandter tätig und erwirkte 815 erneut die kaiserliche Anerkennung der Reichsfreiheit des Lorscher Klosters. Adalung reiste 823 im Auftrag des Kaisers nach Rom, um die Untersuchungen gegen den Papst Paschalis I. zu leiten. Bei dieser Gelegenheit hat er wahrscheinlich römische Epigraphen gesammelt, die in der Sylloge Laureshamenses zusammengestellt sind. Er tritt 833 bei der Auseinandersetzung Ludwigs mit seinen Söhnen auf dem Lügenfeld bei Colmar in Erscheinung, wo er in dessen Auftrag eine Verständigung mit dem Papst Gregor IV. suchte.